# Spanische Fußballnationalmannschaft (U-17-Juniorinnen)
Die spanische U-17-Fußballnationalmannschaft der Frauen repräsentiert Spanien im internationalen Frauenfußball. Die Nationalmannschaft untersteht der Real Federación Española de Fútbol und wird von Kenio Gonzalo trainiert.
Die Mannschaft tritt bei der U-17-Europameisterschaft und der U-17-Weltmeisterschaft für Spanien an. Die bislang größten Erfolge feierte das Team mit dem Sieg bei der U-17-Weltmeisterschaft 2018, als man sich im Endspiel mit 2:1 gegen Mexiko durchsetzen konnte und zugleich den ersten Weltmeistertitel einer spanischen Nationalmannschaft im Frauenfußball eroberte, sowie bei der WM 2022, als die Ibererinnen den Titel durch ein 1:0 gegen  Kolumbien erfolgreich verteidigen konnten. Mit weiteren fünf EM-Titeln (2010, 2011, 2015, 2018, 2024) ist die spanische U-17-Auswahl die erfolgreichste europäische Mannschaft in dieser Altersklasse.

## Turnierbilanz

### Weltmeisterschaft
| Jahr   | Gastgeber               | Platzierung        |
| ------ | ----------------------- | ------------------ |
| 2008   | Neuseeland              | nicht qualifiziert |
| 2010   | Trinidad und Tobago     | 3. Platz           |
| 2012   | Aserbaidschan           | nicht qualifiziert |
| 2014   | Costa Rica              | Vize-Weltmeister   |
| 2016   | Jordanien               | 3. Platz           |
| 2018   | Uruguay                 | Weltmeister        |
| 2021 1 | Indien 1                | – 1                |
| 2022   | Indien                  | Weltmeister        |
| 2024   | Dominikanische Republik | Vize-Weltmeister   |
| 2025   | Marokko                 | qualifiziert       |

### Europameisterschaft
| Jahr   | Gastgeber               | Platzierung        |
| ------ | ----------------------- | ------------------ |
| 2008   | Schweiz                 | nicht qualifiziert |
| 2009   | Schweiz                 | Vize-Europameister |
| 2010   | Schweiz                 | Europameister      |
| 2011   | Schweiz                 | Europameister      |
| 2012   | Schweiz                 | nicht qualifiziert |
| 2013   | Schweiz                 | 3. Platz           |
| 2014   | England                 | Vize-Europameister |
| 2015   | Island                  | Europameister      |
| 2016   | Belarus                 | Vize-Europameister |
| 2017   | Tschechien              | Vize-Europameister |
| 2018   | Litauen                 | Europameister      |
| 2019   | Bulgarien               | Halbfinale         |
| 2020 2 | Schweden 2              | – 2                |
| 2021 2 | Färöer 2                | – 2                |
| 2022   | Bosnien und Herzegowina | Vize-Europameister |
| 2023   | Estland                 | Vize-Europameister |
| 2024   | Schweden                | Europameister      |
| 2025   | Färöer                  | 5. Platz           |